# Leptolalax oshanensis
Espèce
Synonymes
- Megophrys oshanensis Liu, 1950

Statut de conservation UICN

 LC  : Préoccupation mineure
Leptolalax oshanensis est une espèce d'amphibiens de la famille des Megophryidae.

## Répartition
Cette espèce est endémique du Sud de la République populaire de Chine. Elle se rencontre entre 1 720 et 1 800 m d'altitude dans les provinces du Sichuan, du Guizhou, du Chongqing et du Hubei.

## Taxonomie et distribution
Leptobrachium minimum a été relevée de sa synonymie avec Leptolalax oshanensis par Ohler, Wollenberg, Grosjean, Hendrix, Vences, Ziegler & Dubois en 2011 où elle avait été placée par Dubois en 1980 .

## Publication originale
- Liu, 1950 : Amphibians of Western China. Fieldiana Zoology Memoirs, vol. 2, p. 1-400 (texte intégral).